# Villa Lubin
La villa Lubin est un édifice inauguré en 1908 situé à Rome, en Italie, dans le parc Villa Borghèse. Elle fut jusqu'en 1945 le siège de l'Institut international d'agriculture, institution ayant précédé l'Organisation des Nations unies pour l'alimentation et l'agriculture (FAO). La villa Lubin est depuis 1959 le siège du Consiglio Nazionale dell'Economia e del Lavoro (it) (CNEL). 

## Histoire
La villa Lubin fut dessinée par l'architecte Pompeo Passerini, en collaboration avec l'architeste Raffaele De Vico (it), et construite de 1906 à 1908 pour abriter initialement l'Institut international d'agriculture (IIA), précurseur de l'Organisation des Nations unies pour l'alimentation et l'agriculture (FAO), voulu par David Lubin. 
La construction de la villa provoqua de nombreuses polémiques parce qu'il a fallu abattre plusieurs pins séculaires.
En 1934, l'architecte Paolo Rossi a été chargé de construire sur la place voisine le pavillon Ruffo (rénové en 1981), qui abrite aujourd'hui plus de 75 000 livres de la bibliothèque du CNEL et une salle de congrès. De 1952 à 1960, ce petit pavillon a été le site de l'Institut de l'Orient et du Centre italo-arabe.
Après le transfert de l'IIA à la FAO, le bâtiment redevint la propriété du gouvernement italien, qui l'a affecté au siège du Conseil national de l'économie et du travail (CNEL), qui s'y est installé le 20 février 1958.
En 1959, la villa fut restaurée et agrandie par l'architecte Clemente Busiri Vici (it) et en 1960 elle fut aussi le siège du Comité des ministres pour le Mezzogiorno.
À la suite de l'approbation des réformes constitutionnelles de 2016, qui prévoyaient en particulier la suppression du CNEL, on a envisagé de réaffecter le bâtiment au Conseil supérieur de la magistrature (CSM).
Dans la voie d'accès inférieure, se trouve une grotte avec une statue figurant un gisant sans tête et représentant un fleuve.

## Numismatique

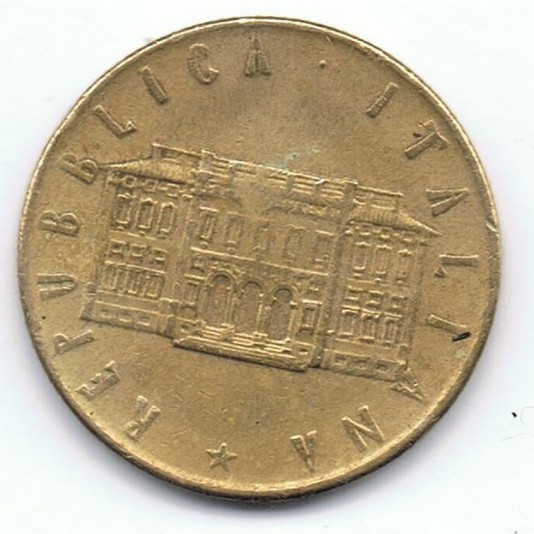
Avers de la pièce de 200 lires de 1981.

La villa Lubin est représentée sur la pièce commémorative de 200 lires de 1981.